# Том Брейдвуд
Том Брейдвуд (нар. 1948) — канадський актор і режисер, відомий за роллю Мелвіна Фрогікі, одного зі Самотніх стрільців — теоретиків всесвітньої змови, в американському телесеріалі «Цілком таємно».

## Стислий життєпис
Брейдвуд також працював помічником режисера в серіалі з першого по п'ятий сезони. Був другим директором знімального блоку «Мілленіуму» та продюсером другого сезону канадського серіалу «Розслідування Да Вінчі», в якому він також поставив кілька епізодів.

## Вибіркова фільмографія
- Цілком таємно (телесеріал) (1994—2016; 40 епізодів)
- Амазон Фоллс — 2010
- Видалені повідомлення — 2009
- Прохід для чужих — 2009
- Whistler — 2006
- комп'ютерна гра The X-Files: Resist or Serve — 2004
- Самотні стрільці — 2001 (13 епізодів)
- Гадюка (телесеріал) — 1999
- Слідство веде Да Вінчі — 1999
- відеогра The X-Files — 1998
- Холодний загін — 1998
- Цілком таємно (фільм) — 1998
- Mom P.I. — 1990
- Джамп стріт, 21 — 1988
- Мій американський кузен — 1985
- Гаррі Трейсі, Десперадо — 1982